# 第二代丁尼生男爵哈勒姆·丁尼生
哈勒姆·丁尼生，第二代丁尼生男爵 ，GCMG，PC（英语：Hallam Tennyson, 2nd Baron Tennyson，1852年8月11日—1928年12月2日），是第二位澳大利亚联邦总督。其父为维多利亚时代后期英国最著名的桂冠詩人，阿尔弗雷德·丁尼生。

## 生平
哈勒姆·丁尼生于1852年8月11日出生在英国萨里郡的家中。年长后进入马尔堡学院和剑桥大学三一学院深造。后因双亲的年事已高、病痛缠身而被迫离开剑桥，转而成为双亲的私人秘书。其原先从政的愿望也被迫放弃。
1884年其父亲部分为了哈勒姆的原因接受皇室册封爵位，同年哈勒姆·丁尼生与奥黛丽·鲍尔结婚。1892年父亲去世后哈勒姆继承爵位成为丁尼生男爵。

## 在澳大利亚的督抚生涯
丁尼生与其父亲一样强烈支持英国的帝国扩张。1899年驻南澳州殖民地总督职位出缺，殖民大臣约瑟夫·张伯伦推举丁尼生出任。当第一任驻澳大利亚联邦总督霍普顿勋爵在1902年任期内辞职时，丁尼生是诸州督中任职时间最长者，因此担任联邦行政官（Administrator）代理联邦总督职责。1903年丁尼生接受正式任命成为联邦总督，但要求任期仅为一年。丁尼生在总督任内广受澳大利亚民众爱戴，其民意支持超过前任，但与总理阿尔弗雷德·迪金关系紧张，因此任期结束时政府没有邀请他连任。丁尼生退休后回到英国隐居怀特岛，致力于维护其父亲的声誉。1916年起担任怀特岛助理总督。
| 前任： 約翰·霍普，第一代林利思戈侯爵 | 澳大利亚总督 1903年1月9日 - 1904年1月21日 | 繼任： 亨利·諾斯科特，第一代諾斯科特男爵 |

| 聯合王國貴族爵位                       | 聯合王國貴族爵位     | 聯合王國貴族爵位                     |
| -------------------------------------- | -------------------- | ------------------------------------ |
| 前任： 阿佛烈·丁尼生，第一代丁尼生男爵 | 丁尼生男爵 1892-1928 | 繼任： 萊諾·丁尼生，第三代丁尼生男爵 |